# 索纳拉姆·泰匹塔克
索纳拉姆·泰匹塔克（羅馬化：Sornram Theappitak，1973年8月22日—），昵称Num或Noom，是泰国男演员、模特、歌手、主持人、制作人兼导演。此外，毕业于泰国蓝甘杏大学的他还是足球运动员及法院调解员，曾效力于泰国皇家空军足球俱乐部。代表作有《晨之星》、《血脉》、《萤爱》、《金沙别墅》、《心的奇迹》等。